# Manfred Rabe
Manfred Rabe (* 14. Oktober 1942) ist ein ehemaliger deutscher Fußballspieler und -trainer.

## Laufbahn
Der aus Hamburg-Ottensen stammende Rabe spielte als Jugendlicher bei Teutonia 05, später bei Ottensen 07. Von 1966 bis 1969 war der Stürmer Mitglied des SC Sperber Hamburg, in der Saison 1969/70 spielte er beim HSV Barmbek-Uhlenhorst. Mit beiden Vereinen trat er in der Regionalliga an, der damals zweithöchsten deutschen Spielklasse. Von 1970 bis 1976 stand Rabe beim Koninklijke Beringen FC unter Vertrag, mit dem er in der zweiten (1970 bis 1972) und in der ersten Liga Belgiens (1972 bis 1976) spielte. Später verstärkte er den Verbandsligisten Güldenstern Stade.
Von 1985 bis 1987 war Rabe beim FC Süderelbe als Trainer tätig. 1988 wurde er Trainer des VfL Stade. In der Saison 1989/90 stand Stade unter Rabes Leitung bereits im April 1990 als Meister der Hamburger Verbandsliga fest und wies am Saisonende einen Punktestand von 55:5 und ein Torverhältnis von 90:22 auf. Zu seinen Leistungsträgern gehörten in der Meistersaison insbesondere Dirk Dammann, der anschließend zum FC St. Pauli wechselte, sowie Stürmer Jörg Havemann (Verbandsliga-Torschützenkönig mit 24 Treffern), Libero Jan Böhning und Mittelfeldmann Stefan Behrendt. Nach dem Gewinn der Verbandsliga-Meisterschaft führte Rabe den VfL Stade in der folgenden Aufstiegsrunde auf den ersten Platz der Staffel B, damit gelang der Sprung in die Oberliga Nord. In sämtlichen 30 Verbandsliga-Spielen und in der Aufstiegsrunde blieb Stade ungeschlagen. Anschließend war Rabe auch in der Oberliga Stader Trainer. Er führte die Mannschaft in der Saison 1990/91 zum Oberliga-Klassenerhalt. Im Sommer 1991 verließ wie im Vorjahr einer von Rabes Schützlingen die Mannschaft in Richtung Profibereich: Sven Meyer wechselte zu Fortuna Köln. Rabe und der VfL trennten sich im Oktober 1991, zu dem Zeitpunkt wies Stade in der Oberliga 4:14 Punkte auf. Anschließend war er Trainer des Verbandsligisten ASV Bergedorf 85, im Oktober 1992 trat er von seinem Amt zurück. Er war als Spieler Mitglied der HSV-Altliga.